# Биолошки лек
Биолошки лек је фармацеутски производ чију активну супстанцу чини биолошка супстанца под којом се подразумева супстанца произведена или екстрахована из биолошког извора, за чију категоризацију и контролу квалитета неопходни су физичко-хемијско биолошки тестови, као и опис производног процеса и његова контрола. У ове лекове спадају вакцине, имунолошки лекови и лекови из хумане крви и плазме, лекови за напредне терапије и др.

## Лек, биолоши лек и биолошки сличан лек (биосимилар)
Лек
Лек је производ који се ставља у промет у одређеној јачини, фармацеутском облику и паковању а који садржи супстанцу или комбинацију супстанци за коју се показало да има својство да лечи или спречава болести код људи, односно животиња, као и супстанцу или комбинацију супстанци која се може користити или примењивати на људима, односно животињама, било са намером да се поново успостави, побољша или измени физиолошка функција путем фармаколошког, имунолошког или метаболичког дејства или да се постави медицинска дијагноза.
Биолошки лек
Биолошки лек је лек чију активну супстанцу чини биолошка супстанца под којом се подразумева супстанца произведена или екстраховани из биолошког извора за чију су категоризацију и контролу квалитета неопходна физичко-хемијско биолошка тестове, као и опис производног процеса и његова контрола (имунолошки лекови и лекови из хумане крви и плазме, лекови за напредне терапије и др).
Биосимилар
Биолошки сличан лек је лек биолошког порекла сличан референтном леку биолошког порекла који не испуњава услове за генерички лек у односу на разлике у сировинама и разлике у процесима израде тог биолошки сличног лека и референтног лека биолошког порекла.

## Основне поставке
Биолошки лек је фармацеутски препарат произведен од супстанци које потичу из људског или животињског тела - ДНК, плазма, антитела или микроорганизама. Они могу бити састављена од шећера, протеина или супстанци као што су ћелије или ткива. Неки су направљени и коришћењем генетских технологија. Они су по својој структури велики, сложени молекули произведени у живим организмима, чија стабилности захтева посебне услове; док су генерички лекови мали молекули, произведени хемијском синтезом и обично су веома стабилни.
У биолошке лекове, убрајају се инсулин, хормон раста, интерферони, фактори коагулације крви, вакцине и моноклонска антитела. Биолошки сличан лек - биосимиларни лек произведен на исти начин, с тим што је код њега процес клиничког испитивања доста краћи, услед чега се могу током примене очекивати разлике у ефектима дејства али и потенцијални проблеми.
| Хемијски                       | Биолошки                                                               |
| ------------------------------ | ---------------------------------------------------------------------- |
| Произведени хемијском синтезом | Произведени коришћењем биолошких извора                                |
| Ниска молекулска маса          | Висока молекулска маса                                                 |
| Добро дефинисане структуре     | Комплексне хетерогене структуре                                        |
| Потпуно карактерисани          | Немогућа је потпуна карактеризација молекулског састава и хетерогеност |
| Стабилани                      | Нестабилни осетљиви на спољне утицаје                                  |
| Најчешће нису имуногени        | Имуногени                                                              |

## Биолошки лекови произведени технологијом рДНК
У процесу производње биолошких лекова има око 250 испитивања процесне контроле, док у процесу производње хемијских лекова (малих молекула) има око 50 оваквих испитивања. Овакав процес условљава варијабилност полазних материјала и процеса производње, сложеност молекула активне супстанце и обиман систем контроле процеса.
Сам процес развоја биолошких лекова заснива се на следећим корацима:
Стварање функционалне ДНК
Генски код протеина који ће у леку бити активна супстанца (нпр инсулин) идентификује се и репликује како би се добила функционална ДНК
Производња одабраног протеина
Изабрана секвенца ДНК уводи се у живу ћелију (векторима, нпр плазмидима) као што је бактеријска, ћелија гљивица или сисара и на тај начин стварају услови за производњу одабраног протеина.
Пречишћавање
Генски модификована ћелијска линија које се пажљиво бирају и култивише у биореакторима пре процеса екстраховања пролазе кроз дуготрајан и комплексан процес пречишћавања.
Било који од наведених корака осетљив је на промену услова током процеса, и најчешче специфичан за одређени лек и захтева значајну вештину, експертизу и искуство. При томе треба имати у виду да и минималне промене услова процеса могу да доведу до промена у понашању ћелија током производње, промене у понашању ћелија током производње, што резултује разликама како у структури, тако и у стабилности или другим особинама биолошког лека.
Ови процеси такође омогућавају уклањање честица, ћелија и различитих других контаминанта, као и смањење запремине раствора и олакшавају даљу обраду током процеса производње, добијање раствора оптималне концентрације за наредне кораке у производним хроматографијом.